# Montserrat Gatell
Montserrat "Montse" Gatell Pérez (Sabadell, Barcelona, 1971) es una política española, diputada provincial en la Diputación Provincial de Barcelona por CiU. Fue la alcaldesa (2004-2007) de Castellar del Vallés.

## Biografía
Montse Gatell Pérez nació en 1971 en Sabadell y desde entonces vive en Castellar del Vallés. Licenciada en Filología Árabe, inició su trayectoria como regidora del Ayuntamiento de Castellar del Vallés en 1999 por Convergència i Unió. Desde entonces ha sido la responsable de diversos departamentos dentro del consistorio, como cultura, ocio, juventud, educación y comunicación y, desde el principio de su mandato fue, aparte de la alcaldesa, la regidora del Área de Servicios a las Personas.
En 2004, el alcalde Lluís Maria Corominas Díaz dimite para ocuparse de su acta de diputado en el Parlamento de Cataluña y como secretario de organización de CiU. Entonces, Montserrat Gatell es escogida alcaldesa de Castellar del Vallés. 
Fuera del ámbito político, Montse Gatell es miembro del Esbart Teatral de Castellar, entidad en la que ha desarrollado diversas actividades, como participar en numerosos espectáculos como actriz y formar parte de la Junta Directiva. En el ámbito profesional, ha sido profesora de secundaria y redactora en una empresa de juegos educativos. Ha sido miembro de la Comisión Pedagógica de SOS Racisme y colaboró en la redacción de unas fichas didácticas sobre Diversidad Multicultural en los colegios. Tiene publicados un cuento infantil en la colección de cuentos de La Xarxa y un cuento para adultos con el que quedó finalista en el concurso literario Mercè Rodoreda.